# Parc provincial Brandywine Falls
Pour les articles homonymes, voir Brandywine.
Le parc provincial Brandywine Falls (Brandywine Falls Provincial Park) est un parc provincial de la Colombie-Britannique (Canada) située sur la route 99 entre Garibaldi et Whistler. Il est administré par BC Parks.

## Toponymie
Le nom du parc provient des chutes Brandywine. Le nom des chutes a été répertorié en 1951 comme nom d'usage local. Il y a deux théories quant à son origine. La première veut qu'en 1910, Jack Nelson, arpenteur en chef de la compagnie Howe Sound and Northern Railway, ait parié sa bouteille de brandy contre la bouteille de vin de Bob Mollison, un bûcheron, à celui des deux qui estimerait le mieux la hauteur des chutes. Ils mesurèrent la hauteur avec une chaîne et Mollison gagna. Nelson lui paya son dû et nomma les chutes « Brandywine ».
L'autre histoire veut que vers 1890, deux vieux trappeurs du nom de Charles Chandler et George Mitchell se soient arrêtés aux chutes en montant vers leurs camps de chasse. L'un avait une bouteille de vin et l'autre une bouteille de brandy. Ayant décidé de se faire un thé, ils y mêlèrent le vin et le brandy. Ils seraient restés évanouis 24 heures.

## Chutes
Les chutes, d'une hauteur de 70 m, sont situées sur le ruisseau Brandywine, qui prend sa source au champ de glace Powder Mountain à l'ouest. La chute passe par une ancienne coulée de lave, à l'ouest de la rivière Cheakamus. Le ruisseau se jette ensuite dans le lac Daisy.

## Histoire
Au moins quatre coulées de lave basaltique, dont l'âge va d'il y a 34 000 ans au synglaciaire, composent la falaise où se jettent les chutes. Elles font partie de la ceinture volcanique de Garibaldi, une chaîne de volcan qui marque l'extrémité nord de l'arc volcanique des Cascades. La lave a coulé sur des dépôts de till, de silt et de gravier, créant une couche dure recouvrant des dépôts meubles. 10 000 ans plus tard, l'inlandsis a reculé dans la vallée de la Cheakamus. Le ruisseau Brandywine a finalement percé la couche de basalte, ce qui a créé les chutes.
Autour du début des années 1900, il y avait une gare et des cabanes près des chutes. Les ruines des cabanes sont toujours visibles des sentiers. Le parc a été réaménagé pour les jeux olympiques de Vancouver.